# Lijst van rijksmonumenten in Kerk-Avezaath
De plaats Kerk-Avezaath telt 13 inschrijvingen in het rijksmonumentenregister. Hieronder een overzicht.
| Object | Oorspronkelijke functie? | Bouwjaar                                                   | Architect | Locatie         | Coördinaten?                  | Nr.?  | Afbeelding        |
| --- | ------------------------ | ---------------------------------------------------------- | --------- | --------------- | ----------------------------- | ----- | ----------------- |
| Gepleisterde boerderij | Boerderij                | waarschijnlijk vroeg 19e eeuw                              |           | Achterstraat 38 | 51° 53' 40" NB, 5° 22' 55" OL | 11441 | Meer afbeeldingen |
| Boerderij met bakhuis | Boerderij                | midden 19e eeuw (bouw) 20e eeuw (vernieuwd en gewijzigd)   |           | Achterstraat 40 | 51° 53' 39" NB, 5° 22' 59" OL | 11442 | Meer afbeeldingen |
| Walburg | Boerderij                | 18e eeuw (bouw) 19e eeuw (verhoogd) 19e/20e eeuw (aanbouw) |           | Daver 9         | 51° 53' 41" NB, 5° 23' 8" OL  | 11443 | Upload foto       |
| Kamphof | Boerderij                | eerste helft 19e eeuw                                      |           | Daver 20        | 51° 53' 49" NB, 5° 23' 5" OL  | 11444 | Meer afbeeldingen |
| Landzicht | Boerderij                | tweede kwart 19e eeuw                                      |           | Daver 13        | 51° 53' 45" NB, 5° 23' 1" OL  | 11445 | Landzicht         |
| Sint-Lambertuskerk: Hervormde Kerk - Eenbeukige dorpskerk met veelhoekig gesloten, door netgewelven overkluisd laat-gotisch koor | Kerk en kerkonderdeel    | 1861 (schip)                                               |           | Daver 17        | 51° 53' 47" NB, 5° 23' 0" OL  | 11446 | Meer afbeeldingen |
| Toren der hervormde kerk | Kerk en kerkonderdeel    | 1640 (bovengeleding)                                       |           | Daver bij 17    | 51° 53' 47" NB, 5° 22' 60" OL | 11447 | Meer afbeeldingen |
| Gepleisterd, rechthoekig landhuis                                                                                                | Kasteel, buitenplaats    | eerste helft 19e eeuw                                      |           | Dorpsstraat 6   | 51° 53' 49" NB, 5° 23' 1" OL  | 11448 | Meer afbeeldingen |
| Teisterbant | Kasteel, buitenplaats    | eerste helft 19e eeuw                                      |           | Dorpsstraat 29  | 51° 54' 1" NB, 5° 22' 49" OL  | 11450 | Meer afbeeldingen |
| Gepleisterde boerderij op T-vormige plattegrond                                                                                  | Boerderij                | 1725 (jaartalankers)                                       |           | Noordereind 10  | 51° 54' 32" NB, 5° 22' 45" OL | 11451 | Meer afbeeldingen |
| Steenakker | Boerderij                | eerste helft 19e eeuw                                      |           | Noordereind 3   | 51° 54' 9" NB, 5° 22' 56" OL  | 11452 | Meer afbeeldingen |
| Gepleisterde boerderij, van begane-grond met rieten schilddak                                                                    | Boerderij                | eerste helft 19e eeuw                                      |           | Tielseweg 40    | 51° 54' 10" NB, 5° 23' 6" OL  | 11453 | Meer afbeeldingen |
| t huis ten ham' | Boerderij                | vroeg 19e eeuw (karakter)                                  |           | Daver 1         | 51° 53' 43" NB, 5° 23' 48" OL | 35614 | Meer afbeeldingen |